# جوناثان أوكيتا
جوناثان أوكيتا هو لاعب كرة قدم بلجيكي يلعب كمهاجم مع نادي إن إي سي نيميخن.